# Palazzo Mincuzzi
Il Palazzo Mincuzzi è uno storico edificio commerciale di Bari situato in via Sparano da Bari, 98.

## Storia
Il palazzo venne eretto tra il 1926 e il 1928 secondo il progetto dell'architetto Aldo Forcignanò e dell'ingegnere Gaetano Palmiotto su commissione della famiglia Mincuzzi, proprietaria degli omonimi grandi magazzini, per dare una nuova sede al commercio di famiglia. I lavori vennero realizzati dall’impresa costruttrice di Giuseppe Garibaldi e fratelli. Il palazzo venne fastosamente inaugurato il 28 ottobre del 1928 con la partecipazione delle principali autorità cittadine e di buona parte della cittadinanza. Il palazzo è divenuto in breve tempo l'icona della Bari commerciale.

## Descrizione
Il Palazzo Mincuzzi è un tipico esempio di architettura commerciale di inizio XX secolo. La facciata è un coacervo di colonne, lesene bugnate, capitelli ionici e mascheroni tra i quali si sviluppano le molte finestre. Il fronte d'angolo culmina con un tamburo al quale si sovrappone un timpano triangolare, a sua volta sormontato da una cupola costolonata presentante oculi circolari culminante con un lanternino ed una sfera in ghisa dorata.
Gli interni, ricchi di decorazioni liberty, sono dominati da uno scalone monumentale che permette l'accesso ai piani superiori.